# Fuse (discotheek)

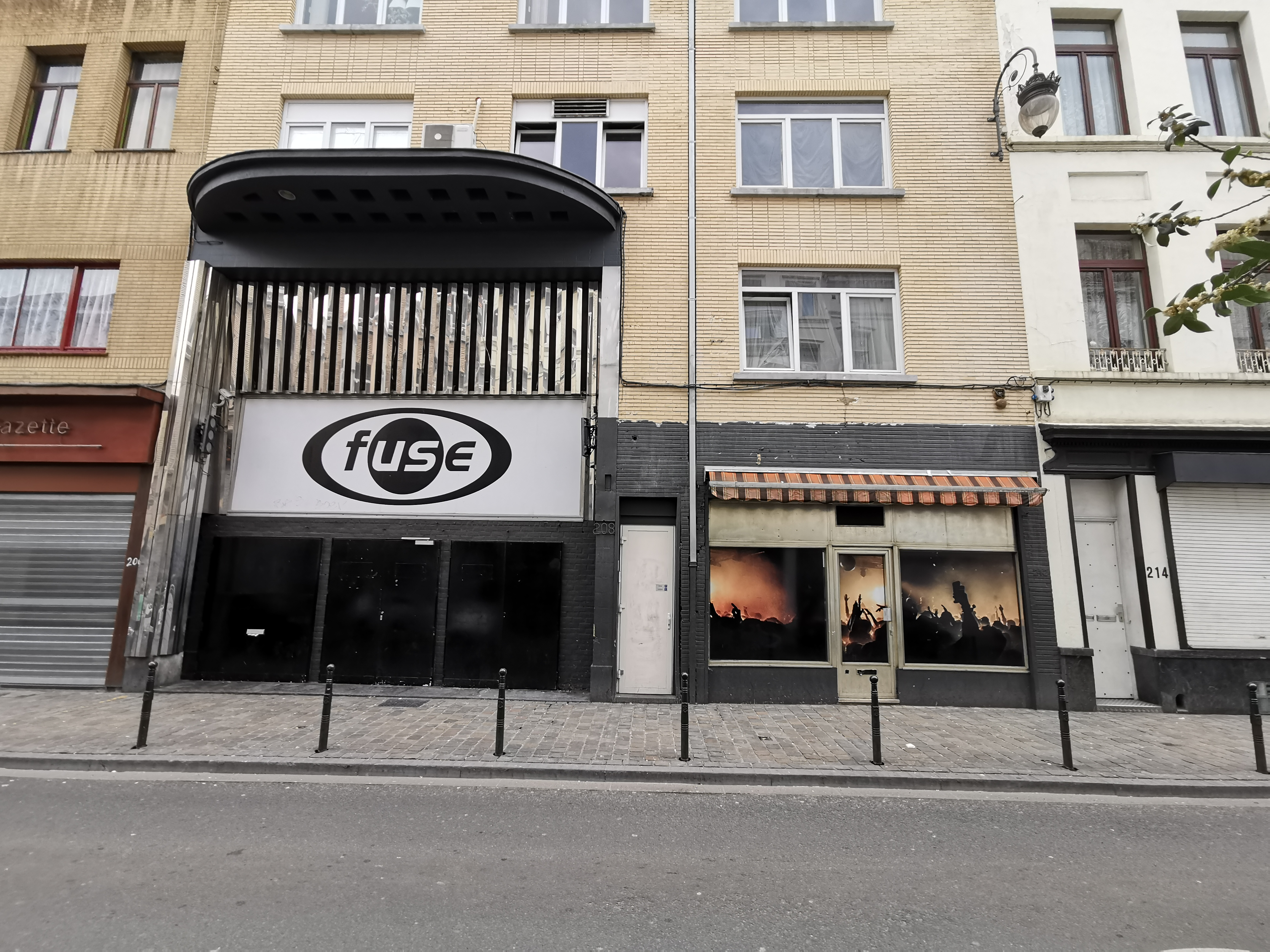
Gevel van discotheek Fuse in de Blaesstraat

Fuse is een discotheek in de Blaesstraat 208 in de Marollenwijk van de Belgische hoofdstad Brussel. De zaak werd geopend in 1994 en heeft een capaciteit van 800 personen.
Op de locatie van de huidige Fuse bevond zich aanvankelijk een buurtcinema die enkele keren van naam veranderde: Cinema Blaes (1925-1933), Cinema Iris (1934-1940) en ten slotte Cinema R.A.F. (1947-71). Later kwam hier Le Disque Rouge, een discotheek waar veel Spanjaarden kwamen. Deze zaak werd overgenomen door de West-Vlamingen Thierry Coppens en Peter Decuypere, die er in 1994 discotheek Fuse van maakten.
Coppens organiseerde al sinds 1989 het homofeest La Demence, dat sindsdien maandelijks in de Fuse plaatsvindt. Samen met Decuypere zag hij een goede toekomst voor het muziekgenre techno en de Fuse ging tot de beste technoclubs van de wereld behoren. Ook werd de zaak door het Belgische uitgaansmagazine Nightcode uitgeroepen tot beste club van België en DJ Pierre tot beste Belgische resident dj.
Peter Decuypere stapte in 1997 uit Fuse om zich op zijn evenement I Love Techno in Gent te kunnen richten. Thierry Coppens gaf het management van de discotheek Fuse eind 2007 aan zijn vrienden Nick Ramoudt en Dominique Martens om zich voortaan geheel aan La Demence te kunnen wijden. Vanaf begin 2020 werd het management van de club overgenomen door Steven Van Belle en Andy Walravens.
In 2012 eindigde Fuse, als beste Belgische discotheek, op plaats 34 van de lijst van 100 beste clubs ter wereld van het DJ Magazine. Fuse werd geprezen om zijn tijdloosheid en eigenzinnige karakter en "door de nieuwe lasers en LED-schermen wordt de locatie omschreven als een plek waar ET zich zou thuisvoelen."
Op 12 januari 2023 besloot Fuse zijn deuren te sluiten nadat de overheidsdienst Leefmilieu Brussel de zaak had gesommeerd om het geluidsniveau terug te brengen tot 95dB en de sluitingstijd tot 2.00 uur, dit na klachten van een buurman.  Fuse is hiertegen in beroep gegaan. Het beroep werd aanvaard en de club is sindsdien terug open zonder beperkingen. 